# Gergy
Gergy [ʒɛʁʒi] ist ein Marktflecken mit 2.569 Einwohnern (Stand: 1. Januar 2022) im französischen Département Saône-et-Loire in der Region Bourgogne-Franche-Comté. Die Gemeinde gehört zum Arrondissement Chalon-sur-Saône. Das Bureau centralisateur des gleichnamigen Kantons befindet sich in Gergy. Die Einwohner werden Gergotins und Gergotines genannt.
Die Gemeinde erhielt 2022 die Auszeichnung „Eine Blume“, die vom Conseil national des villes et villages fleuris (CNVVF) im Rahmen des jährlichen Wettbewerbs der blumengeschmückten Städte und Dörfer verliehen wird.

## Geografie
Gergy liegt etwa 13 Kilometer nordöstlich von Chalon-sur-Saône am Fluss Saône. Die Flüsse Vandaine und Varande fließen hier zusammen und münden im Nordosten in die Saône. Umgeben wird Gergy von den Nachbargemeinden Saint-Loup-Géanges im Norden, Allerey-sur-Saône im Nordosten, Verjux im Osten, Damerey und Bey im Südosten, Sassenay im Süden, Virey-le-Grand im Südwesten, Lessard-le-National im Westen sowie Demigny im Nordwesten.

## Geschichte

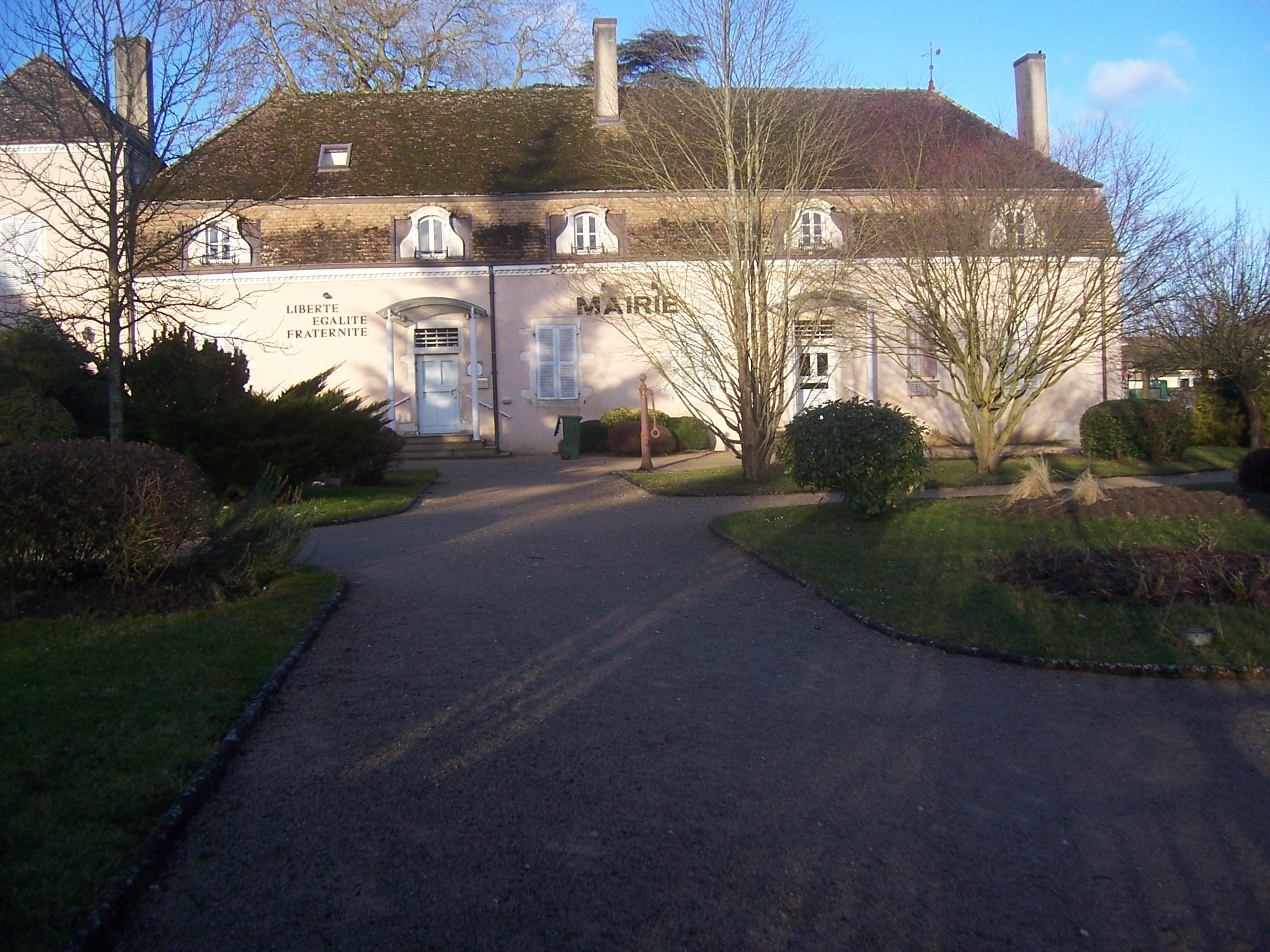
Mairie (Bürgermeisteramt)

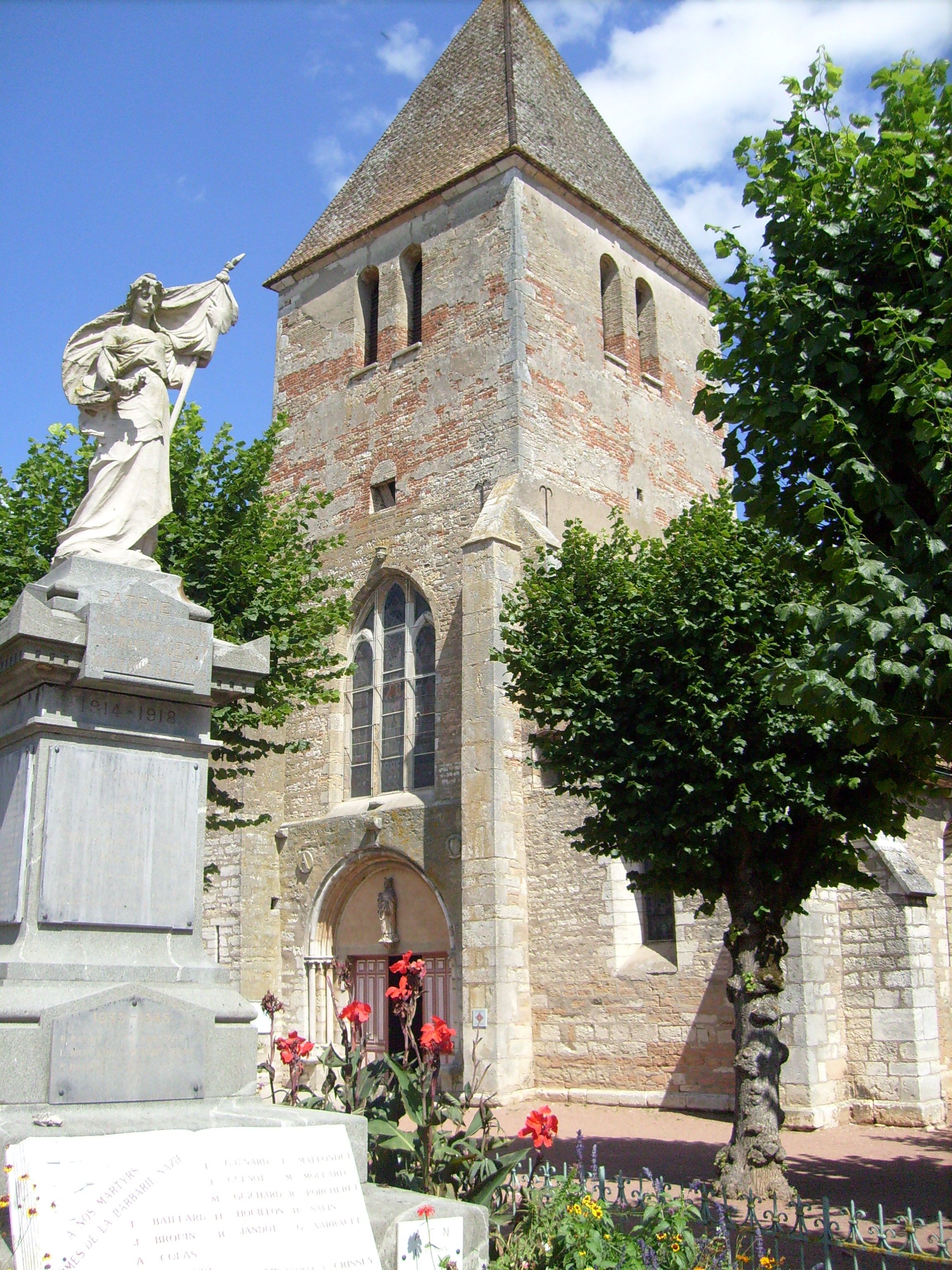
Kirche Saint-Germain

Durch die Gemeinde führt die Via Agrippa, die Römerstraße von Lyon (Lugdunum) nach Köln (Colonia Claudia Ara Agrippinensium).

### Bevölkerungsentwicklung
| Jahr      | 1962 | 1968 | 1975 | 1982 | 1990 | 1999 | 2006 | 2012 | 2020 |
| Einwohner | 1426 | 1454 | 1618 | 1925 | 2017 | 2248 | 2442 | 2568 | 2590 |

## Sehenswürdigkeiten
- Pfarrkirche Saint-Germain, erbaut im 13. Jahrhundert, mit Ausbesserungen im 17. Jahrhundert nach dem Einsturz des damaligen Glockenturms, Neubauten von Teilen im 18. und im 19. Jahrhundert, seit 1937 als Monument historique eingeschrieben
- Schloss Gergy (genannt Meix-Berthaud), im 17. Jahrhundert errichtet, seit 2001 als Monument historique eingeschrieben
- Festes Haus